# Audi Quattro Concept
O Quattro Concept é um automóvel conceitual compacto apresentado pela Audi na edição de 2010 do Paris Motor Show.
O Quattro Concept é baseado no Audi RS5, com o qual partilha a plataforma, mas a carroçaria em aço do RS5 foi substítuida por uma em alumínio, sendo que o capot e a escotilha traseira são feitos em fibra de carbono, assim como spoiler retráctil que o Quattro concept possui. Em relação ao RS5, o Quattro Concept tb é mais curto certa de 30 cm. O motor V8 atmosférico de alta rotação do RS5 tb foi substítuido pelo motor 5 cilindros turbo do Audi TT-RS, aqui com 410 cavalos.
Tudo isto foi feito com o intuito de reduzir o peso do carro tanto quanto fosse possível, sendo que o peso do Quattro Concept fica-se pelos 1300 kg, o mesmo que pesava o Audi Sport Quattro de 1984. Devido ao peso reduzido, o Quattro Concept acelera dos 0–100 km/h em apenas 3,9 segundos.
A posição oficial da Audi é que o Quattro Concept é apenas um concept car para demonstrar algumas soluções a serem adoptadas no futuro por outros modelos Audi e que não se destina à produção.
No entanto, Stephen Reil, presidente da Quattro Gmbh, subsidiária da Audi responsável principalmente pelos modelos RS, revelou que, se o Quattro Concept fosse bem recebido, poderia ser considerada uma versão de produção do modelo numa edição limitada.